# キューバ中央銀行
キューバ中央銀行（キューバちゅうおうぎんこう、スペイン語: Banco Central de Cuba、略称: BCC、英語: Central Bank of Cuba）は、キューバの中央銀行である。1948年に設立されたキューバ国立銀行（スペイン語: Banco Nacional de Cuba、英語: National Bank of Cuba）の機能の多くを引き継ぐ形で1997年に創立された。

## 組織
当銀行は1人の総裁と5人の副総裁によって領導されている。
- 第一副総裁（英語: First Vice President）
- 管理担当副総裁（英語: Administrative Vice President）
- 分析戦略目標担当副総裁（英語: Vice President, Analysis and Strategic Objectives of the Cuban Bank System）
- マクロ経済担当副総裁（英語: Vice President, Macroeconomics）
- 運営担当副総裁（英語: Vice-President, Operations）

中央銀行総裁はキューバ閣僚会議の構成員である。

## 歴代総裁
キューバ国立銀行およびキューバ中央銀行の歴代総裁は以下の通り。
- フェリペ・パソス（英語版）、1950年 - 1952年4月[4]
- ホアキン・マルティネス・サエンス、1952年4月 - 1958年[5][6]
- フェリペ・パソス（再任）、1959年1月 - 同年11月[4]
- チェ・ゲバラ、1959年11月26日 - 1961年[7]
- ラウル・セペロ・ボニージャ、1961年 - 1962年[8]
- オルランド・ペレス・ロドリゲス、1962年 - 1973年[9]
- ラウル・レオン・トラス、1973年 - 1985年[10]
- エクトル・ロドリゲス・ジョンパルト（ドイツ語版）、1985年 - 1995年[11]
- フランシスコ・ソベロン・バルデス（ノルウェー語版）、1995年 - 2009年[12]
- エルネスト・メディナ・ビジャベイラン（ノルウェー語版）、2009年 - 2017年[13]
- イルマ・マルガリータ・マルティネス・カストリジョン、2017年 - 2020年
- マルタ・サビナ・ウィルソン・ゴンサレス、2020年 - 2023年[14]
- ホアキン・アロンソ・バスケス、2023年2月15日 - [15]